# Ville-sur-Yron
Ville-sur-Yron település Franciaországban, Meurthe-et-Moselle megyében. Lakosainak száma 296 fő (2022. január 1.). Ville-sur-Yron Sponville, Brainville, Bruville, Hannonville-Suzémont, Jarny és Mars-la-Tour községekkel határos.

## Népesség
A település népessége az elmúlt években az alábbi módon változott:
| Lakosok száma | 240  | 259  | 293  | 284  | 299  | 300  | 295  | 296  | 298  | 296  |
|               | 1968 | 1982 | 1999 | 2006 | 2011 | 2015 | 2017 | 2018 | 2020 | 2022 |